# Mount Rotolante
Mount Rotolante är ett berg i Antarktis. Det ligger i Östantarktis. Nya Zeeland gör anspråk på området. Toppen på Mount Rotolante är 2 460 meter över havet, eller 762 meter över den omgivande terrängen. Bredden vid basen är 3,7 km.
Terrängen runt Mount Rotolante är bergig västerut, men österut är den kuperad. Trakten är obefolkad. Det finns inga samhällen i närheten.